# 通往完全自由之橋
通往完全自由之橋（英語：The Bridge to Total Freedom），正式名稱為階層與證書之分段、分等與覺察圖表（英語：Classification, Gradation and Awareness Chart of Levels & Certificates），是新興宗教山達基對人類精神狀態的分級和一條途徑，旨在指導人們通過一系列的步驟來逐步到達山達基所稱的精神自由。山達基教會內部簡稱橋。每個山達基機構，含外圍團體和中心，都會張貼一張巨幅海報來展示橋的每個階段來引導信徒升級，而圖表上也幾乎涵蓋了山達基提供的所有服務:134–135:48,296。山達基機構在橋上所提供的服務，包括聽析和書籍的研討課程，都需要按照相應制定的捐獻價目表來支付，費用也隨級別升高而增加:67–68。依據1991年的價格，完成所有級別至少需要當時的30萬美元:135–136。
普通人通常透過山達基外圍團體的各種基礎課程、淨化程式等入門服務來上橋成爲山達基人。在到達清新者階層之後，山達基人可以繼續靈修進入「運作中的希坦階層」（OT）。在達到OT三級之後，提升等級的唯一目標是消除「身體希坦」，即「來自其他行星的、依附於我們的、混亂而脫離身體的靈魂」:18，從而達到山達基的完全自由。

## 架構
《通往完全自由之橋》是一張巨大的掛圖，白紙上用紅墨水印製而成 。主要有兩欄：左側為「訓練」，右側為「聽析」。
山達基教會的新信徒需要從圖表下方橋的底部開始，沿著橋從接受淨化程式開始逐級提升他的待清新者（PC）等級，達到「清新者」的水平。然後可以繼續向上到達「運作中的希坦水平」（OT），從而達到更高的意識和能力狀態（術語稱「覺察力特徵」）:134–135。
圖表底部最下方介紹了通往橋樑的各種途徑，其中包括溝通課程、個人效率課程、快樂之道研習班、人類心靈結構課程、生活改善課程、入門聽析和其他入門服務:82, 99。圖表在最左邊列出了一些額外的訓練服務，但這些課程對於踏上橋來說並不是必需的；同樣，圖表最右邊的空白處也列出了山達基人可以進行的額外的聽析服務，這些程式也不屬於橋上的台階。
在1965年版的《橋》中，這張圖表比現在使用版本的圖表要小得多，新入門的山達基人的將透過不斷提升「等級」一直到「清新」。「覺察」，即兩個大橋之間的中心區域，當時衹有從最底層的「不存在」（-34）到「清新」（17）的52個狀態層次的意識。
儘管圖表列出了高於清新者狀態的15個“運作中的希坦”（OT）級別，宗教創始人L·羅恩·賀伯特在其有生之年只發布了七個OT級別:101。1988年，在賀伯特去世的兩年之後，OT第八級在山達基教會的“自由風”郵輪上向公眾發行:126。根據雲特當時所進行的調查採訪，山達基人將OT八描述為「不是特別强烈的」（less than overwhelming）。
許多花費數十年時間和數十萬美元到達山達基橋頂峰的人在最終到達那裡時感到非常噁心，認為這是他們在山達基教中所做的最後一件事:126。

——麥可·雲特 
自1986年以來，山達基教會領袖大衛·密斯凱維吉就一直寄望於未來發布“OT IX”和“X”，但要等待某些條件，而這些條件隨著時間的推移而發生了變化。但據廣泛報導，OT IX和X不存在:153:126–127。
儘管許多山達基人只登上了橋的處理一側，但賀伯特堅持認為一個人需要接受聽析并且需要向另一個人提供諮詢；山達基50%的利潤是透過聽析員培訓獲得的:277。

## 歷史
1950年，山達基創始人L·羅恩·賀伯特撰寫了《戴尼提：現代心靈健康科學》。在其中，他使用了橋樑的類比：「我們正站在人類一種狀態與另一種狀態之間的一座橋樑上。我們位於分割較低高原與較高高原的鴻溝之上，這個鴻溝標誌著人類前進過程中的一個人工進化步驟。在這本手冊中，我們有基本的公理和有效的治療方法。看在上帝的份上，忙碌起來，建造一座更好的橋樑！」:13
1965年，賀伯特重新編纂了他的「橋」並讓其可以系統化地將山達基人推向清新狀態。賀伯特添加了一系列他稱為「解脫」（release）的步驟，這些步驟處理記憶、溝通、問題、「越軌和隱瞞」（罪、犯罪和秘密）、不安和失敗的理由。這些等級被編號為0級到IV級，到達每個等級都可以使解脫者獲得特定的能力:302。

## 成本
橋上的所有級別都要花錢:67–68。
前山達基高管邁可·林德（Mike Rinder）在他的書中寫道：「在山達基世界裡，代表終極精神啟蒙和幸福的胡蘿蔔讓驢子們沿著橋前進，當然，還要付出更多的錢。在山達基教中沒有什麼是免費的。登上橋的每一級都需要一個具體的成本，爬得越高，價格就越高。 NOT（OT五級的高層內部俗稱）也成為了一個巨大的賺錢機器:67–68。」
橋的最低起始端的費用相當便宜，在橋上的級別越高，費用也就會越高。多年來，上橋的成本急劇上升。 1960年代末，第一個OT等級發布後不久，達到每個OT等級的所需價格從75美元到875美元不等:135–136。在1970年代，完整的OT服務包的價格約為3000美元:101。到了1990年代，價格已經上漲到每級幾千美元到幾萬美元，保守估計需要30萬到40萬美元才能達到OT八級完成所有OT級別（以1991年美元價值計算）:135–136。
山達基教會也會命令山達基人重新執行他們已經完成的一個或多個步驟，管理層也會發布舊步驟的新版本，例如OT VIII發布之後，幾乎沒過多久便重新發行了新OT VIII。這兩種做法都相當常見，重新參與服務當然導致了爬橋的成本進一步上漲:126, 251。

## 外部鏈接
- (Chart). 山達基教會高雄機構 - Scientology 山達基教會高雄機構.   [2024-04-28]. （原始内容存档于2024-04-28）.